# Адинка
Адинка (рум. Adânca) — село у повіті Димбовіца в Румунії. Входить до складу комуни Гура-Окніцей.
Село розташоване на відстані 66 км на північний захід від Бухареста, 12 км на схід від Тирговіште, 81 км на південь від Брашова.

## Населення
За даними перепису населення 2002 року у селі проживали 2046 осіб. Усі жителі села рідною мовою назвали румунську.
Національний склад населення села:
| Національність | Кількість осіб | Відсоток |
| -------------- | -------------- | -------- |
| румуни         | 2033           | 99,4%    |
| цигани         | 12             | 0,6%     |